# Grottskapania
Grottskapania (Scapania gymnostomophila) är en levermossart som beskrevs av Baard Kaalaas.
Grottskapania ingår i släktet skapanior och familjen Scapaniaceae. Enligt den finländska rödlistan är arten nära hotad i Finland. Arten är reproducerande i Sverige. Artens livsmiljö är kalkstensklippor och kalkbrott.